# Dick Boer (predikant)
Dick Boer (1939) is een Nederlands theoloog en predikant. 
Dick Boer werkte van 1971 tot 1999 als docent voor de geschiedenis van de theologie in de 19e en 20e eeuw aan de Theologische Faculteit van de Universiteit van Amsterdam. In 1988 promoveerde hij op het proefschrift Een fantastisch verhaal. Van 1984-1990 combineerde hij zijn werk aan de UvA met het predikantschap van de Nederlandse Oecumenische Gemeente in de DDR. Hier werkte Boer in het Hendrik-Kraemer-Haus van de oecumenische gemeente als opvolger van ds Bé Ruys, die al sinds 1949 in Berlijn werkte.
Dick Boer was lid van de CPN en actief binnen de beweging Christenen voor het Socialisme en de Oostblok-organisatie Christelijke Vredesconferentie.